# Parafia św. Spirydona w Seattle
Parafia św. Spirydona – prawosławna parafia w Seattle, w dekanacie północno-zachodniego Pacyfiku diecezji Zachodu Kościoła Prawosławnego w Ameryce.

## Historia
Członkami wspólnoty prawosławnej w Seattle, uformowanej w toku XIX wieku, byli emigranci z Grecji, Rosji i Serbii. Stała parafia na jej potrzeby została powołana z inicjatywy archimandryty Sebastiana (Dabovića), prowadzącego działalność misyjną na terytorium Stanów Zjednoczonych. 19 listopada 1895 w nowo powstałej cerkwi parafialnej, wzniesionej przez wiernych, po raz pierwszy została odprawiona Święta Liturgia. Parafia liczyła wówczas ok. 100 osób, w większości Greków. Liczba ta stale wzrastała i w 1915, gdy w Seattle żyło już ok. 2 tys. prawosławnych, część Greków powołała odrębną parafię św. Dymitra Sołuńskiego.  
W latach po rewolucji październikowej do Seattle dotarła kolejna grupa emigrantów, tym razem z Rosji. Wkrótce później w parafii doszło do podziału na zwolenników ruchu Żywej Cerkwi oraz patriarchy Tichona. Ta pierwsza grupa, chociaż mniej liczna, sądownie przejęła dotychczasową cerkiew. W 1932 pozostała część parafian uzyskała prawo do korzystania z kaplicy przy katedrze św. Marka. W 1935 grupa ta ponownie się podzieliła, powołując do życia nową parafię św. Mikołaja. W 1941 ukończono budowę nowej cerkwi parafialnej, która otrzymała status soboru. Obiekt ten, w odróżnieniu od wcześniejszej świątyni w zaadaptowanym budynku mieszkalnym, został wzniesiony w stylu cerkwi północnej Rosji. Po II wojnie światowej, z inicjatywy kolejnej fali emigrantów z Rosji przybywających do Seattle przy soborze wzniesiono plebanię i budynek szkoły niedzielnej.
Parafia w Seattle, początkowo złożona głównie z osób pochodzenia greckiego, obecnie zrzesza przede wszystkim Amerykanów pochodzenia rosyjskiego.